# Deutzia schneideriana
Deutzia schneideriana är en hortensiaväxtart som beskrevs av Alfred Rehder. Deutzia schneideriana ingår i släktet deutzior, och familjen hortensiaväxter. Inga underarter finns listade i Catalogue of Life.